# Gradec nemzetközi InterCity
A Gradec nemzetközi InterCity a Budapest-Déli pályaudvar és Zagreb Glavni kolodvor (Zágráb főpályaudvar) között közlekedett (vonatszám: 200-205).

## Történet
A Gradec vonatpár a 2017–2018-as menetrendváltástól közlekedik Budapest-Déli pályaudvar–Székesfehérvár–Fonyód–Balatonszentgyörgy–Nagykanizsa–Gyékényes–Zágráb útvonalon és közvetlen kocsival Balatonszentgyörgytől Keszthelyig. Horvátországban Zágráb felé jóval több helyen áll meg a vonat, a magyar részen Budapest felé csak egy megállóval több helyen áll meg. A vonat pár a 2019/2020-as menetrend váltástól csak májustól szeptemberig közlekedik. A 2019–2020-as nyári időszakig  Zágráb felé a keszthelyi Balaton expresszvonattal egyesítve közlekedett (Gradec-Balaton expressz), Budapest felé pedig a Tópart expresszvonattal egyesítve közlekedett (Gradec-Tópart expressz), illetve Gradec nemzetközi expresszvonatként szerepelt a menetrendben. 2020 nyarán a koronavírus-járvány miatt csak július 2-ától augusztus 30-áig járt. A 2020. szeptember 28-tól érvényes ütemes menetrendben a nyári és elő-/utószezonban Gradec nemzetközi InterCityként szerepel, valamint a Nagykanizsáig közlekedő Tópart IC-vel egyesítve közlekedik (Gradec-Tópart IC). A koronavírus-járvány miatt 2021. június 5-től 2021. szeptember 12-ig a vonat csak belföldön közlekedett Nagykanizsa és Budapest között. A Budapestről menetrend szerint 06:35-kor induló Gradec-Tópart IC helyett a Keszthelyre közlekedő Balaton IC közlekedett. A 2022-2023-as menetrendváltástól nem közlekedik a horvát vasút pályakapacitása miatt, az utolsó vonat 2022. szeptember 11-én közlekedett.

## Vonatösszeállítás
A vonatot Budapest és Gyékényes között általában a MÁV-START 630-as/480-as villanymozdonya vontatja. A magyar-horvát határon mozdonycsere történik HŽ 1141-es villanymozdonyra.
Vonatösszeállítás 2022. szeptember 1-jétől:
| Kocsiszám | Típus                                | Útirány                                                   |
| --------- | ------------------------------------ | --------------------------------------------------------- |
|           | START 630 villanymozdony             | Budapest – Gyékényes                                      |
|           | HŽPP 1141 villanymozdony             | Gyékényes – Koprivnica                                    |
| 10        | START By/Byee (termes másodosztályú) | Budapest – Balatonszentgyörgy – Keszthely (csak vasárnap) |
| 9         | START By/Byee (termes másodosztályú) | Budapest – Balatonszentgyörgy – Keszthely (csak vasárnap) |
| 8         | START By/Byee (termes másodosztályú) | Budapest – Balatonszentgyörgy – Keszthely                 |
| 7         | START Bydee (termes többcélú)        | Budapest – Balatonszentgyörgy – Keszthely                 |
| 6         | START Bydee (termes többcélú)        | Budapest – Balatonszentgyörgy – Keszthely                 |
| 3         | START Bpee (termes másodosztályú)    | Budapest – Balatonszentgyörgy – Keszthely                 |
| 2         | START WRRmz (étkezőkocsi)            | Budapest – Balatonszentgyörgy – Keszthely                 |
| 1         | START Amz (fülkés első osztályú)     | Budapest – Balatonszentgyörgy – Keszthely                 |
| 425       | START Bd (fülkés másodosztályú)      | Budapest – Zágráb                                         |
| 424       | START Bd (fülkés másodosztályú)      | Budapest – Zágráb                                         |
| 423       | HŽPP Bee (fülkés másodosztályú)      | Budapest – Zágráb                                         |

| Kocsiszám | Típus                                | Útirány                                            |
| --------- | ------------------------------------ | -------------------------------------------------- |
|           | HŽPP 1141 villanymozdony             | Koprivnica – Gyékényes                             |
|           | START 433 villanymozdony             | Gyékényes – Nagykanizsa                            |
|           | START 480 villanymozdony             | Nagykanizsa – Budapest                             |
| 423       | HŽPP Bee (fülkés másodosztályú)      | Zágráb – Budapest                                  |
| 424       | START Bd (fülkés másodosztályú)      | Zágráb – Budapest                                  |
| 425       | START Bd (fülkés másodosztályú)      | Zágráb – Budapest                                  |
| 3         | START Bpee (termes másodosztályú)    | Nagykanizsa – Budapest                             |
| 4         | START Bd (kerékpárszállító)          | Nagykanizsa – Budapest                             |
| 5         | START By/Byee (termes másodosztályú) | Nagykanizsa – Budapest                             |
| 6         | START By/Byee (termes másodosztályú) | Nagykanizsa – Budapest                             |
| 7         | START By/Byee (termes másodosztályú) | Nagykanizsa – Budapest                             |
| 8         | START Bydee (termes többcélú)        | Nagykanizsa – Budapest (csak pénteken és vasárnap) |
| 9         | START By/Byee (termes másodosztályú) | Nagykanizsa – Budapest (csak pénteken és vasárnap) |
| 10        | START By/Byee (termes másodosztályú) | Nagykanizsa – Budapest (csak vasárnap)             |
| 11        | START By/Byee (termes másodosztályú) | Nagykanizsa – Budapest (csak vasárnap)             |
| 12        | START By/Byee (termes másodosztályú) | Nagykanizsa – Budapest (csak vasárnap)             |

## Megállóhelyei
| Megállóhelyek                       |
| ----------------------------------- |
| 1. Budapest-Déli                    |
| 2. Budapest-Kelenföld               |
| 3. Székesfehérvár                   |
| 4. Lepsény                          |
| 5. Siófok                           |
| 6. Zamárdi                          |
| 7. Balatonföldvár                   |
| 8. Balatonszárszó                   |
| 9. Balatonszemes                    |
| 10. Balatonlelle                    |
| 11. Balatonboglár                   |
| 12. Fonyód                          |
| 13. Balatonfenyves                  |
| 14. Balatonmáriafürdő               |
| 15. Balatonberény*                  |
| 16. Balatonszentgyörgy              |
| 17. Vörs**                          |
| 18. Zalakomár**                     |
| 19. Zalaszentjakab**                |
| 20. Nagykanizsa                     |
| 21. Murakeresztúr*                  |
| 22. Gyékényes                       |
| 23. Koprivnica                      |
| 24. Mučna Reka*                     |
| 25. Sokolovac*                      |
| 26. Lepavina*                       |
| 27. Carevdar*                       |
| 28. Vojakovački Kloštar*            |
| 29. Majurec*                        |
| 30. Križevci                        |
| 31. Repinec*                        |
| 32. Gradec*                         |
| 33. Vrbovec                         |
| 34. Božjakovina*                    |
| 35. Dugo Selo                       |
| 36. Sesvetski Kraljevec*            |
| 37. Sesvete*                        |
| 38. Culinec*                        |
| 39. Trnava*                         |
| 40. Maksimir*                       |
| 41. Zagreb Glavni kolodvor (Zágráb) |

A *-gal jelzett állomásokon csak Zágráb felé áll meg.
A **-gal jelzett állomásokon csak Budapest felé áll meg.